# Www.pitchshifter.com
www.pitchshifter.com é o quinto álbum de estúdio da banda Pitchshifter, lançado em 1998.

## Faixas
1. "Microwaved" - 3:27
2. "2nd Hand" - 3:31
3. "Genius" - 4:06[2]
4. "Civilised" - 4:38
5. "Subject to Status" - 3:34
6. "What You See Is What You Get | W.Y.S.I.W.Y.G." - 3:45
7. "Please Sir" - 3:47
8. "Disposable" - 3:38
9. "A Better Lie™" - 3:13
10. "Innit" - 2:52
11. "What's in It for Me?" - 2:56
12. "I Don't Like It" - 3:53
13. "ZX81" - 7:34
14. "Free Samples" - 1:48

## Ligação externa
- Pitchshifter